# 天道なお
天道 なお（てんどう なお、1979年4月26日 - ）は、歌人。千葉県出身。
早稲田大学第一文学部文芸専修卒業。高校3年生時の自由研究の時間に「簡単なものを選べば楽できるかな」という理由で短歌創作を選択したことから作歌を始める。大学在学中に早稲田大学短歌会に入会、水原紫苑の短歌創作ゼミを受講。2000年、短歌研究社主催「うたう」作品賞候補作。2001年、『午後光』で第2回大西民子賞奨励賞。2003年、「未来」短歌会に入会し、加藤治郎に師事。
毎日新聞 Women interactive カモミールにて連載されていた、短歌+イラストの動画配信サービス「テノヒラタンカ」に参加。

## 著書
- テノヒラタンカ―ぎゅっと大切な言葉を、あなたの手のひらへ（天野慶、脇川飛鳥との共著） オフィスサンサーラ・太田出版〔発売〕 2002.10 ISBN 978-4872337020
- ＮＲ 歌集   書肆侃侃房 2013.8 ISBN 978-4863851191

## 出演番組
- 土曜の夜はケータイ短歌（NHKラジオ第1放送）[3]